# ブレイクスルー・イニシアチブ
ブレイクスルー・イニシアチブ (Breakthrough Initiatives) は、地球外生命探索を活性化させるための総合プロジェクト。複数のプロジェクトが進行している。

## 概要
2015年7月、ユーリ・ミルナーの資金提供により王立協会から発表されたプロジェクトである。発表はユーリ・ミルナーのほかにフランク・ドレイク、アン・ドルーヤン、スティーヴン・ホーキング、ジェフリー・マーシー、マーティン・リース、ピート・ウォーデンが参加した。ブレイクスルー・リッスンおよびブレイクスルー・メッセージはその際、同時に発表されたプロジェクトである。その後もいくつかのプロジェクトが開始されたり、イベントが開催されている。

## プロジェクト
ブレイクスルー・イニシアチブは地球外生命探索を活性化させるためのプロジェクトであり、より具体的な目的を持った複数のプロジェクトがブレイクスルー・イニシアチブの下で開始されている。

### ブレイクスルー・リッスン

ブレイクスルー・リッスンで使用されたグリーンバンク望遠鏡

ブレイクスルー・リッスンは、地球外の通信を観測することを目的としたプロジェクトであり、電波望遠鏡や光学望遠鏡から得られたデータを保管、および解析を行うこととなっている。また、得られたデータは一般に公開される。このプロジェクトは10年程度続けられる予定となっている。

### ブレイクスルー・メッセージ
もし地球外の文明が発見された場合、その文明に対してどういうメッセージを送るのか、といった議論や研究を促す。また最高のメッセージに対して100万ドルの賞金が用意された。このメッセージ作成のコンテストは誰でも参加することが出来る。
なお、このプロジェクトは地球外文明に対してメッセージを送ることへの危険性や倫理的・哲学的問題、および見返りなどの議論を促すためのものでもあり、十分な議論が行われた後でなければこのメッセージが地球外文明に対して送られることは無い。

### ブレイクスルー・スターショット
超軽量の太陽帆を取り付けた小型宇宙探査機にレーザーを照射し、光速の20%まで加速させてケンタウルス座α星へ20年かけて到達させるプロジェクト。また、搭載されたカメラでプロキシマ・ケンタウリbを撮影し地球へ画像データ送信する。その実現のための研究を促す目的で1億ドルが用意された。

### ブレイクスルー・ウォッチ
地球と同じような惑星を見つけるためのプロジェクト。地球から20光年以内にある、地球規模の岩石惑星を識別し、酸素や有機物を観測することを目的としている。

### ブレイクスルー・エンケラドゥス
土星の衛星であるエンケラドゥスにおける生命の可能性を探るための宇宙探査ミッション。 2018年9月にNASAとの初期研究支援の協定が結ばれた。